# ليف كورنيلوف
ليف كورنيلوف (بالروسية: Корнилов, Лев Сергеевич)‏ هو لاعب كرة قدم روسي في مركز الوسط، ولد في 26 يناير 1984 في ناخودكا في روسيا. لعب مع أورال يكاترينبورغ وتوربيدو موسكو ودينامو بارنول ودينامو بريانسك ولوخ إينيرجيا فلاديفوستوك ونادي ساتورن رامنسكوي ونادي سكا خاباروفسك.

## وصلات خارجية
- ليف كورنيلوف على موقع قاعدة بيانات كرة القدم.إي يو (الإنجليزية)
- ليف كورنيلوف على موقع Soccerway.com (الإنجليزية)